# Otto Brenner
Otto Brenner (8. listopadu 1907 Hannover – 15. dubna 1972 Frankfurt nad Mohanem) byl německý odborový předák.
Pocházel z chudé dělnické rodiny, již v dětství pracoval jako nýtař. Prodělal španělskou chřipku, která se podepsala na jeho celoživotně křehkém zdraví. Po první světové válce se vyučil elektrikářem a nastoupil do firmy Hanomag. V roce 1926 vstoupil do Sociálnědemokratické strany Německa, působil také v abstinentním hnutí. V období velké hospodářské krize neúspěšně požadoval spojenectví sociálních demokratů s komunisty proti krajní pravici. Po nástupu nacistů k moci se zapojil do ilegální činnosti, byl dva roky vězněn a po propuštění byl až do konce války pod policejním dohledem.
V roce 1946 zorganizoval úspěšnou stávku v továrně Bode-Panzer a byl zvolen do hannoverské městské rady. V letech 1951 až 1954 byl poslancem dolnosaského zemského sněmu. Od roku 1952 tvořil s Hansem Brümmerem duo vůdců největší německé odborové organizace IG Metall a v letech 1956 až 1972 byl jejím jediným předsedou. V roce 1961 byl také zvolen do čela Mezinárodní federace kovodělníků. Získal přezdívku „Eiserne Otto“ („Železný Otto“) a byl autorem radikálně levicového programu Německé odborové konfederace. Hlásil se ke koncepci ekonomické demokracie, jeho politickým vzorem byl Perec Naftali. V období německého hospodářského zázraku prosazoval zvyšování mezd a zkrácení pracovního týdne na čtyřicet hodin. Odmítl pařížskou dohodu jako projev sbližování západního Německa se Západem, ale také odsuzoval Německou demokratickou republiku, která upírala pracujícím právo na stávku. Jeho podpora sociální demokracii zeslábla po vstupu SPD do vlády velké koalice a přijetí nouzových zákonů proti mimoparlamentní opozici v roce 1968.
Zemřel na kardiovaskulární onemocnění. Jeho jméno nese odborná elektrotechnická škola Otto-Brenner-Schule a vědecká nadace Otto-Brenner-Stiftung, která také uděluje Brennerovu novinářskou cenu.